# Купуния, Вера Евгеньевна
Вера Евгеньевна Купуния, другой вариант имени — Вевера (1924 год, Зугдидский уезд, ССР Грузия) — звеньевая колхоза имени Берия Ахалсопельского сельсовета Зугдидского района, Грузинская ССР. Герой Социалистического Труда (1949).

## Биография
Родилась в 1924 году в крестьянской семье в одном из сельских населённых пунктов Зугдидского уезда (сегодня — Зугдидский муниципалитет). После замужества проживала в селе Ахалсопели Зугдидского района. В годы Великой Отечественной войны трудилась рядовой колхозницей, звеньевой на чайной плантации колхоза имени Берия Зугдидского района (с 1953 года — колхоз имени Ленина), которым Антимоз Рогава.
В 1942 году комсомольско-молодёжное звено под её руководством в годы Великой Отечественной войны показало выдающиеся трудовые результаты. Звено, использовав особый метод сбора чайного листа, предложенный Тамарой Купунией, собрало в 1942 году в среднем с каждого гектара по 4280 килограмм чайного листа при запланированных 3080 килограмм. В этом же году внесла личные средства в размере 100 тысяч рублей на строительство танковой колонны «Колхозник Грузии». В конце 1942 года по её инициативе звено, вступив в социалистическое соревнование с картофелеводческим звеном Анны Юткиной из Кемеровской области, приняло обязательство собрать в 1943 году с среднем с каждого гектара по 10700 килограмм чайного листа вместо полученных в 1942 году 4280 килограмм чайного листа.
В 1948 году звено Веры Купунии собрало в среднем по 8131 килограмм сортового зелёного чайного листа на участке площадью 2 гектара при годовом плане в 3,5 тысячи килограмм. Указом Президиума Верховного Совета СССР от 29 августа 1949 года удостоена звания Героя Социалистического Труда за «получение высоких урожаев сортового зелёного чайного листа и цитрусовых плодов в 1948 году» с вручением ордена Ленина и золотой медали «Серп и Молот» (№ 4605).
Этим же Указом званием Героя Социалистического Труда были также награждены 16 тружеников колхоза имени Берия Зугдидского района: бригадиры Партен Михайлович Кадария, Владимир Михайлович Макацария, Амбако Спиридонович Рогава, звеньевые Ариадна Джуруевна Купуния, Ольга Филипповна Купуния, Хута Григорьевна Купуния, Венера Давидовна Ломая, Мария Гудуевна Макацария, Лена Герасимовна Хвингия, Хута Герасимовна Хвингия, колхозницы Валентина Николаевна Джоджуа, Паша Несторовна Джоджуа, Ольга Павловна Кантария, Надя Платоновна Пония, Ивлита Тарасовна Хасия, Лена Константиновна Читанава, Мария Николаевна Читанава и Валентина Акакиевна Шаматава.
В последующие годы за выдающиеся трудовые результаты награждалась дважды Орденом Ленина (1950, 1951).
Проживала в селе Ахалсопели Зугдидского района.
Награды
- Герой Социалистического Труда
- Орден Ленина — трижды (1949; 19.07.1950; 01.09.1951)